# 99 Plus
99 Plus is het 100ste stripverhaal van De Kiekeboes. De reeks wordt getekend door striptekenaar Merho.

## Verhaal
In deze strip wordt door de buurt een feest opgezet om het 100ste album van Kiekeboe met het gezin te vieren. Ondertussen reageert Kiekeboe uitgelaten wanneer hij hoort dat aartsrivaal Dédé is overleden. Enkele figuranten uit eerdere albums maken weer hun opwachting.

## Trivia
- Komiek Heert Goste is een karikatuur van Geert Hoste.
- Aan het einde van het album zijn een aantal bloopers toegevoegd: korte scènes uit eerdere albums, waarin bijvoorbeeld een van de figuren zijn tekst kwijt is.